# Lorcan Finnegan
 (mai 2024).
Si vous disposez d'ouvrages ou d'articles de référence ou si vous connaissez des sites web de qualité traitant du thème abordé ici, merci de compléter l'article en donnant les références utiles à sa vérifiabilité et en les liant à la section « Notes et références ».
Pour les articles homonymes, voir Finnegan.
Lorcan Finnegan, né le 25 mai 1979 à Dublin, est un réalisateur irlandais.

## Biographie
Lorcan Finnegan sort diplômé d'un Master en design graphique de ses études à Dublin.
Il commence son parcours professionnel à Londres, en intégrant la maison de production de Charlie Brooker Zeppotron, qui crée notamment les séries télévisées Black Mirror et Nathan Barley, et où il officie comme designer, monteur, puis réalisateur.
De retour dans la capitale irlandaise, il monte sa propre société Lovely Productions, qui lui permet d'écrire et de mettre en scène des films publicitaires, des clips musicaux et des courts métrages.
Son passage au long métrage se fait grâce à Without Name, mystère teinté d'horreur, lancé au Festival du Film de Toronto en septembre 2016.
Son deuxième film, Vivarium, avec Jesse Eisenberg et Imogen Poots, est sélectionné en compétition à la Semaine de la critique au Festival de Cannes 2019, où il décroche le Prix Fondation Gan à la diffusion, avant de remporter le Grand prix nouveau genre à L'Étrange Festival 2019.
Son quatrième film, The Surfer, avec Nicolas Cage, est présenté hors compétition en séance de minuit au Festival de Cannes 2024.

## Filmographie

### Longs métrages
- 2016 : Without Name
- 2019 : Vivarium
- 2022 : The Nocebo Effect
- 2024 : The Surfer

### Courts métrages
- 2007 : Defaced
- 2007 : Changes
- 2011 : Foxes

## Distinctions

### Récompenses
- Festival du film d'horreur de Brooklyn 2016 : Grand Prix, Prix de la mise en scène pour Without Name
- Festival de Cannes 2019 : Prix Fondation Gan à la diffusion de la Semaine de la critique pour Vivarium
- L'Étrange Festival 2019 : Grand prix nouveau genre pour Vivarium

### Sélections
- Festival de Toronto 2016 : sélection pour Without Name
- Festival de Cannes 2019 : sélection en compétition à la Semaine de la critique pour Vivarium
- Festival international du film fantastique de Gérardmer 2020 : sélection en compétition pour Vivarium
- Festival international du film fantastique de Gérardmer 2023 : sélection en compétition pour The Nocebo Effect
- Festival de Cannes 2024 : sélection hors compétition en séance de minuit pour The Surfer